# Manimios
Los manimios eran una tribu germánica mencionada por Tácito en su libro etnográfico Germania. Según Tácito, eran una de las cinco tribus más poderosas de los Lugios, que vivían entre el Oder y el Vístula.
Han sido comparados con los "Atmonoi" mencionado por Estrabón (7.3) como una rama de los Basternes, y el "Lougoi Omanoi" mencionado por Claudio Ptolomeo.